# Ptinus biformis
Ptinus biformis is een keversoort uit de familie klopkevers (Ptinidae). De wetenschappelijke naam van de soort werd in 1880 gepubliceerd door Edmund Reitter.